# Nicolaus von Minckwitz
Nicolaus von Minckwitz,(* etwa 1485; † 1549) Standesherr auf Sonnewalde, war ein deutscher Diplomat und weltläufiger Jurist der Renaissance aus dem sächsischen Adelsgeschlecht derer von Minckwitz. Er engagierte sich, gemeinsam mit seinen Brüdern Hans auf Trebsen und Caspar auf Drehna, als Förderer der Reformation.

## Leben
Nicolaus (auch gen. Nickel) von Minckwitz war einer der vier Söhne des kursächsischen Rates und Obermarschalls Hans von Minckwitz. Dieser hatte 1481 das Schloss und die Herrschaft Sonnewalde  von den seinerzeit noch gemeinsam regierenden Kurfürsten Ernst und Albrecht erworben. Da das Lehensverhältnis im Zuge der Leipziger Teilung 1485 auf das Herzogtum Sachsen übergegangen war, betrachteten die v. Minckwitz auf Sonnewalde stets den jeweiligen Herzog als ihren Landesherrn, doch staatsrechtlich gehörte das Territorium zur Markgrafschaft Lausitz und damit zum Königreich Böhmen. Nickel v. Minckwitz, der das Besitztum 1516 erbte, standen daher beide Varianten offen.
Als erste urkundliche Erwähnung des Nicolaus mynckwicz d' sunnenwaldis gilt seine 1503 erfolgte Einschreibung an der erst ein Jahr zuvor gegründeten Universität Wittenberg (gemeinsam mit seinem Bruder Georg, dokumentiert von Karl Eduard Förstemann 1841). Anschließend studierte er an den Universitäten zu Prag, Padua und Paris und erwarb sich umfangreiche Kenntnisse der europäischen Welt seiner Zeit.

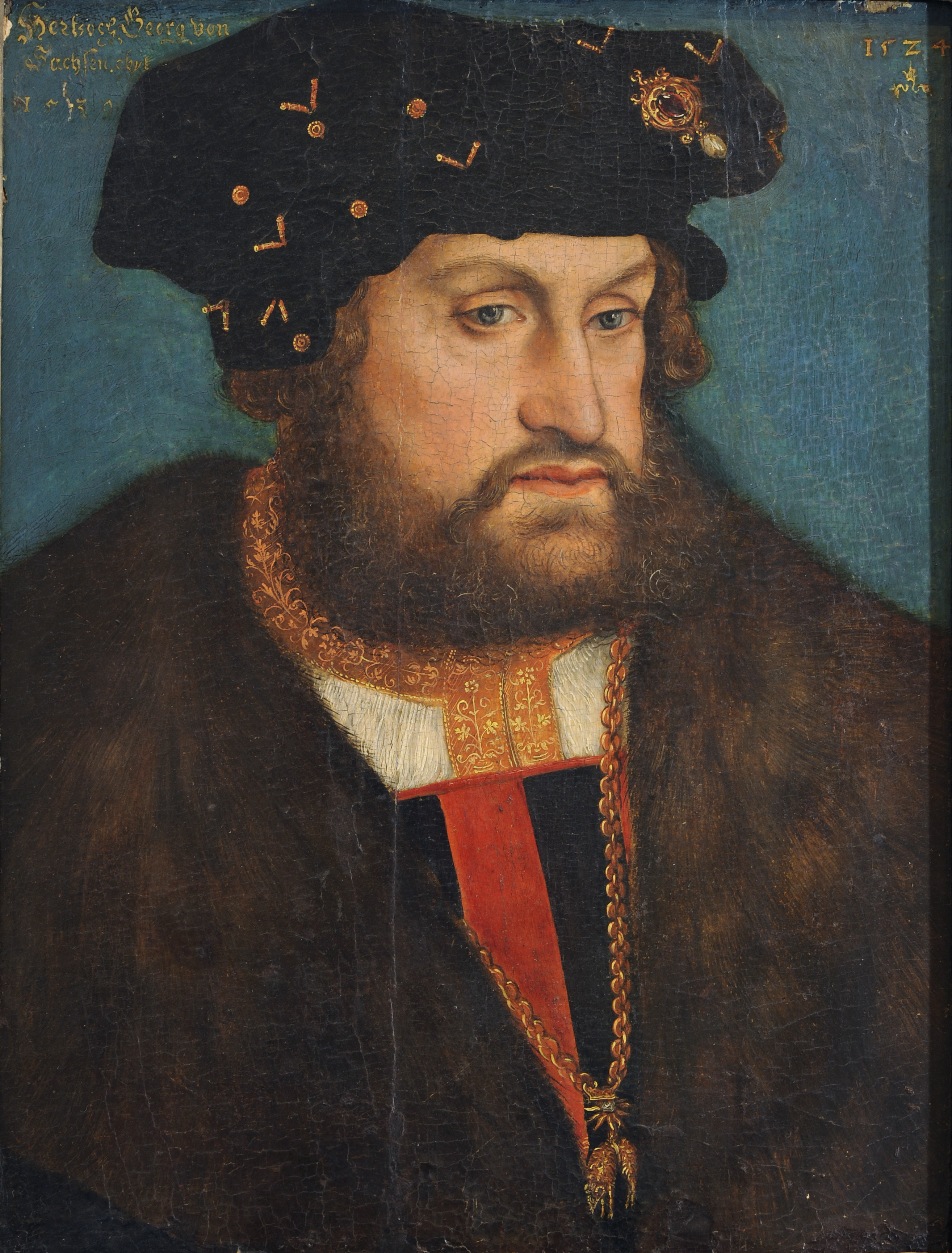
Georg der Bärtige, Herzog von Sachsen

So übermittelte Nicolaus v. Minckwitz in den Jahren 1520 und 1521 dem sächsischen Herzog Georg ein Vertragsangebot des französischen Königs Franz I. und verhandelte in ähnlicher Sache auch mit dem sächsischen Kurfürsten Friedrich III. Im Sommer 1522 rekrutierte er etwa 1500 Kämpfer zur Unterstützung des in zahlreiche Fehden verwickelten Ritters Franz von Sickingen. Die Truppe wurde jedoch vom Landgrafen von Hessen Philipp I. noch vor Erreichen ihres Zielgebiets zerschlagen und Nickel gefangen genommen. Auf Bitten von Nickels Brüdern wandte sich Herzog Georg an den mit Philipp verbündeten Kurfürsten von Trier und erreichte, dass Nickel 1523 freigelassen wurde. Ende 1524 nahm er zum wiederholten mal an einem Turnier am Dresdener Hof teil, dies, obwohl dem damaligen Herzog seine persönliche Bekanntschaft mit Martin Luther und der Förderung seiner Ideen bekannt waren.

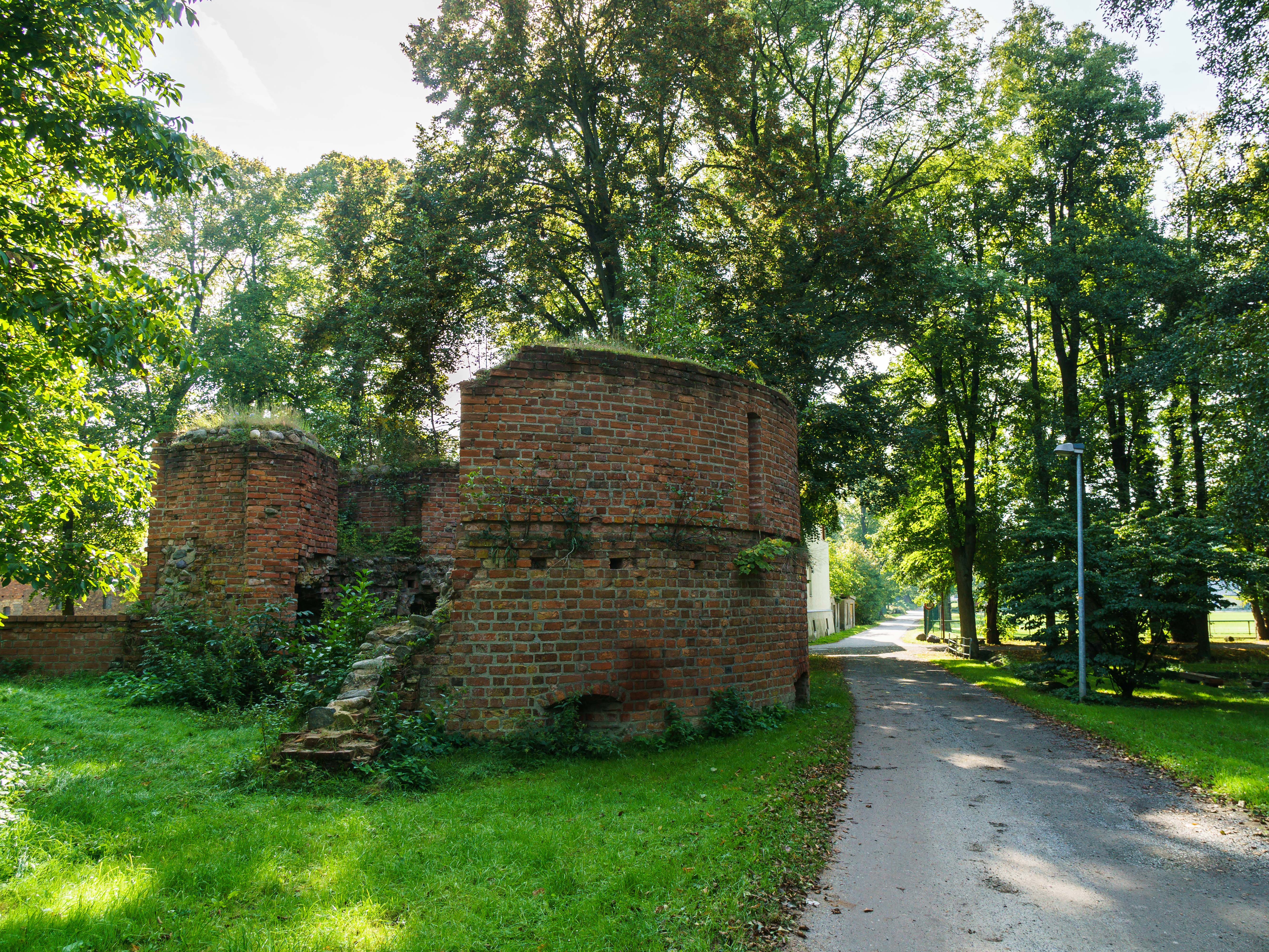
Das prachtvolle Schloss Sonnewalde ist 1948 von politischen Aktivisten niedergebrannt worden. Der Ortspfarrer ist dabei ermordet worden, da er sich den Horden entgegenstellte.

Die Brüder von Minckwitz hatten 1522 in ihren Herrschaftsbereichen nach einer lutherischen Pfarrordnung erste evangelische Pfarrer eingesetzt, die ihr Amt im Sinne des Reformators Martin Luther ausübten. Zwar strebte auch Herzog Georg kirchliche Reformen an, doch er hoffte noch, sie im Einvernehmen mit den katholischen Würdenträgern zu erreichen. Die lutherischen Ideen lmusste er daher offiziell ablehnen, duldete diese aber. Auf eine entsprechende Rüge des Herzogs hin ersetzten die von Minckwitz einen beanstandeten Pfarrer durch einen anderen, aber von gleicher Lehrmeinung. Nun forderte der Herzog dessen Auslieferung, worauf Nickel einwandte, dass es für ihn (und seine Brüder) als böhmische Untertanen problematisch sei, Personen festzunehmen und an Sachsen zu überstellen. Der Herzog ließ dieses Argument nicht gelten, da er sich in Religionsfragen mit dem böhmischen König im Einverständnis glaubte und forderte die Gebrüder von Minckwitz (Hans, Caspar und Nickel) auf, sich wegen ihres Ungehorsams zur Bestrafung in Dresden einzufinden, anderenfalls würden sie auf anderem Wege zum Gehorsam gebracht. Nickel begab sich jedoch nach Prag zum böhmischen Landtag und erklärte dort, sich ausschließlich vor böhmischen Behörden verantworten zu wollen. Die böhmischen Stände baten daraufhin den Herzog, von einem Zugriff abzusehen, befahlen dem Landvogt der Niederlausitz, die von Minckwitz nötigenfalls zu schützen. Auch der böhmische König widerrief darauf seine dem Herzog bereits erteilte Zustimmung. Nicolaus von Minckwitz erkannte die tatsächliche Bedrohung und verstärkte sein ohnehin wehrhaftes Anwesen mit Munition und Mannschaften, nachdem Herzog Georg ein bewaffnetes Aufgebot zusammenstellte. Zusätzlich ersuchte der Herzog schließlich den Landgrafen Philipp von Hessen, Nickels Freilassung von 1523 aufzuheben, doch der Landgraf von Hessen, der selbst dem reformatorischen Gedankengut nahestand, lehnte dieses Ansinnen ab. Später griff der Herzog in die Kampfhandlungen des Bauernkrieges ein, wobei ihn Nickel von Minckwitz mit „einigen zwanzig Reitern“ unterstützte. Anschließend war von ihrem Zwist vorerst nicht mehr die Rede.

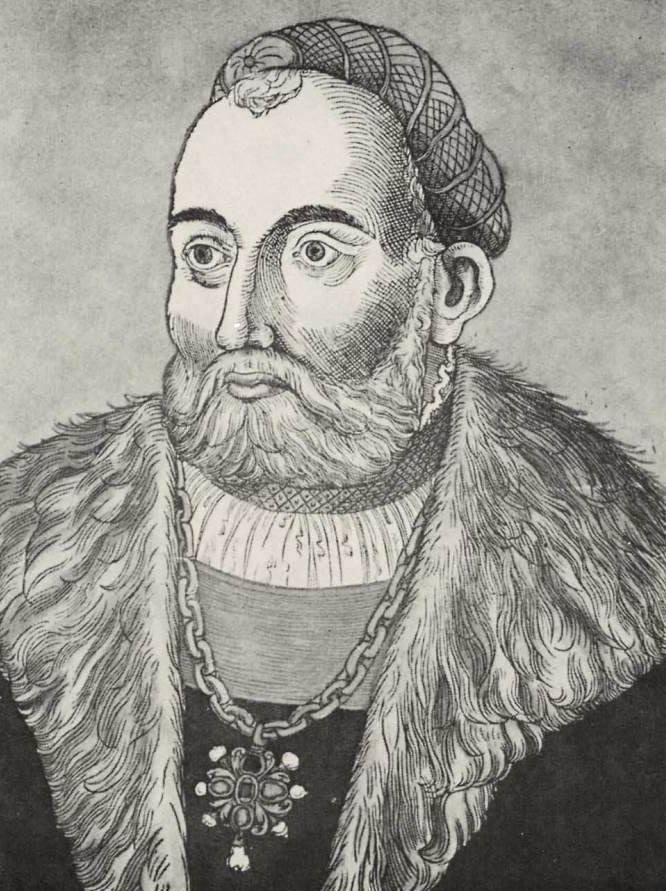
Johann Zápolya, König von Ungarn

Nach dem Tod des böhmischen Königs Ludwig II. im August 1526 erhob der ungarische Thronprätendent Johann Zápolya auch Anspruch auf die böhmische Krone und stützte sich dabei u. a. auf Nicolaus von Minckwitz als vertrauten Diplomaten. Der böhmische Landtag wählte im Oktober 1526 jedoch den Habsburger Ferdinand I., worauf dem geübten Diplomaten Nickel die Aufgabe zufiel, als offizieller Vertreter vor dem Landtag der Niederlausitz im Dezember 1526 das Anerkennungsersuchen des neuen Königs zu verlesen. Johann Zápolya gab seine Ambitionen aber noch nicht auf und ernannte im August 1527 in einem Schreiben an die niederlausitzischen Stände Nickel von Minckwitz zum Landvogt der Lausitz.
Im Jahre 1527 vermählte sich Nickel von Minckwitz mit Kunigunde geborene Gräfin Schlick und verschrieb ihr im Ehevertrag das Schloss und die Stadt Sonnewalde zum Leibgedinge.

### Die Minckwitzsche Fehde
Ursache der Fehde, deren prominentester Vertreter Nicolaus von Minckwitz ist, war ein Hilfeersuchen des in Plössin (heute Blossin) in der Herrschaft Storkow ansässigen, hochbetagten, evangelischen Grundherrn Heinrich von Queiß. Dieser lag mit einer Bande von Viehdieben und Brandstiftern in einem Streit, der so weit eskalierte, dass diese mit einer Schar von Gleichgesinnten in Blossin einfiel, die Schafe wegtrieb und Häuser anzündete. Queiß wandte sich mehrmals um Hilfe an seinen Lehnsherrn Georg von Blumenthal, dem katholischen Bischof von Lebus, der in der Bevölkerung als der „stolze Bischof“ bekannt war, aber untätig blieb. Daraufhin beschwerte sich Queiß beim Landvogt der Niederlausitz, doch auch auf dessen Intervention beim Bischof blieb dieser untätig. Der Bischof beschied den evangelischen Queiß stattdessen sich selbst zu helfen. Auch aufgrund seines hohen Alters sah er sich dazu nicht in der Lage, weshalb er ja bereits um Hilfe gebeten hatte und glaubte sich vom Bischof willkürlich behandelt. Nachdem der amtsmüde Bischof weitere Gesuche endgültig abgelehnt hatte, bat Queiß seine Freunde Nickel von Minckwitz und Otto von Schlieben um Unterstützung und erklärte dem Bischof die Fehde.

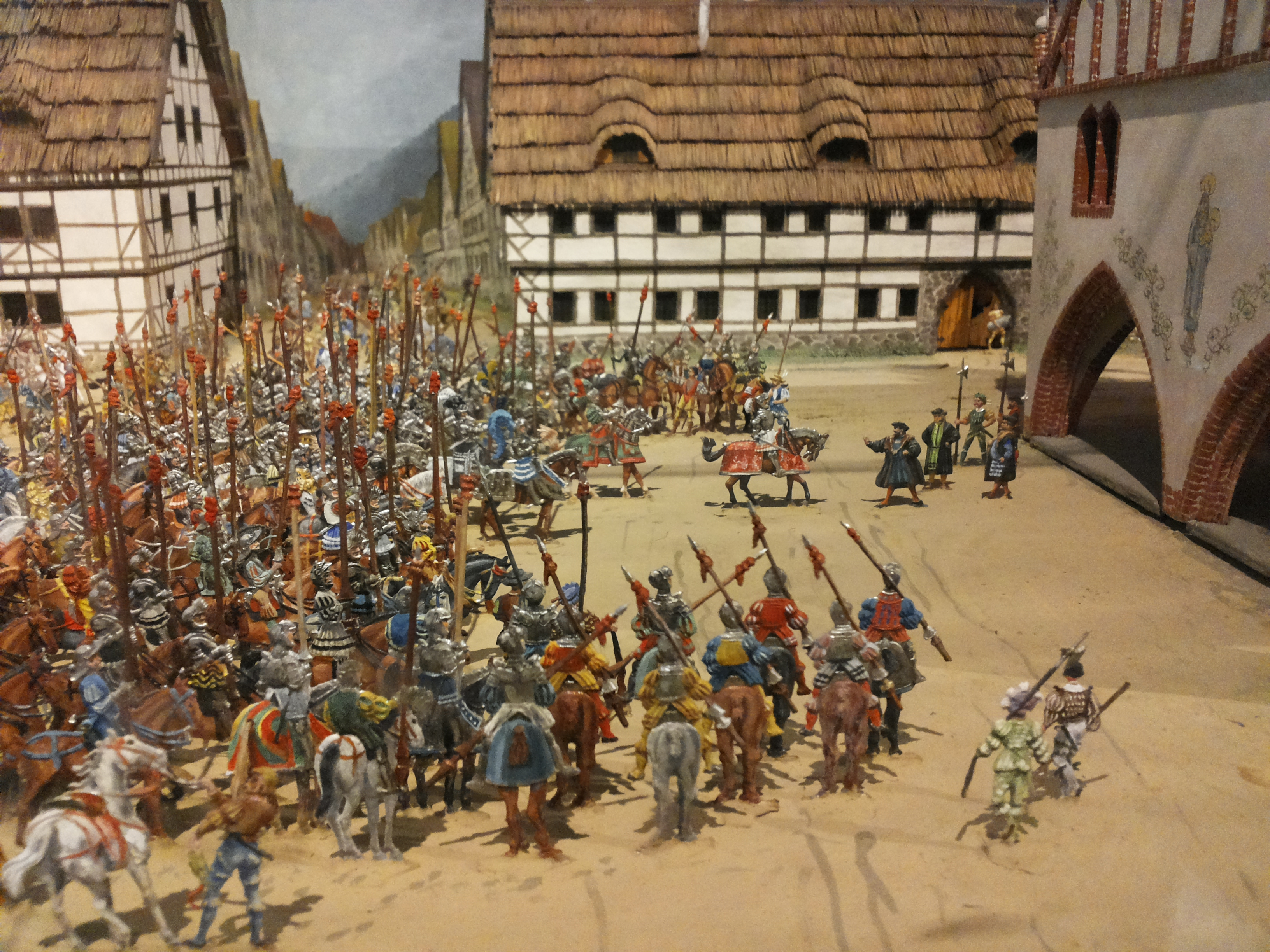
Übergabe der Schlüssel der Stadt Fürstenwalde an Nickel von Minckwitz durch die Ratsherren (Diorama im Stadtmuseum von Fürstenwalde)

Am 9. Juli 1528 belagerte Nickel mit einigen hundert Bewaffneten die Stadt Fürstenwalde, wo der Bischof Georg von Blumenthal seine Residenz unterhielt. Die Ratsherren der Stadt übergaben Nicolaus von Minckwitz daraufhin die Schlüssel der Stadt.(Hierüber gibt es ein hübsches Diorama im Heimatmuseum Fürstenwalde) Menschen kamen bei dieser Aktion nicht zu Schaden, auch der Kirchenschatz wurde nicht angerührt. Dem listigen Bischof aber gelang die Flucht nach Joachimsthal zum erzkatholischen Kurfürst Joachim I. von Brandenburg. Die Brüder des Nicolaus von Minckwitz waren an der Aktion nicht beteiligt und distanzierten sich umgehend davon.

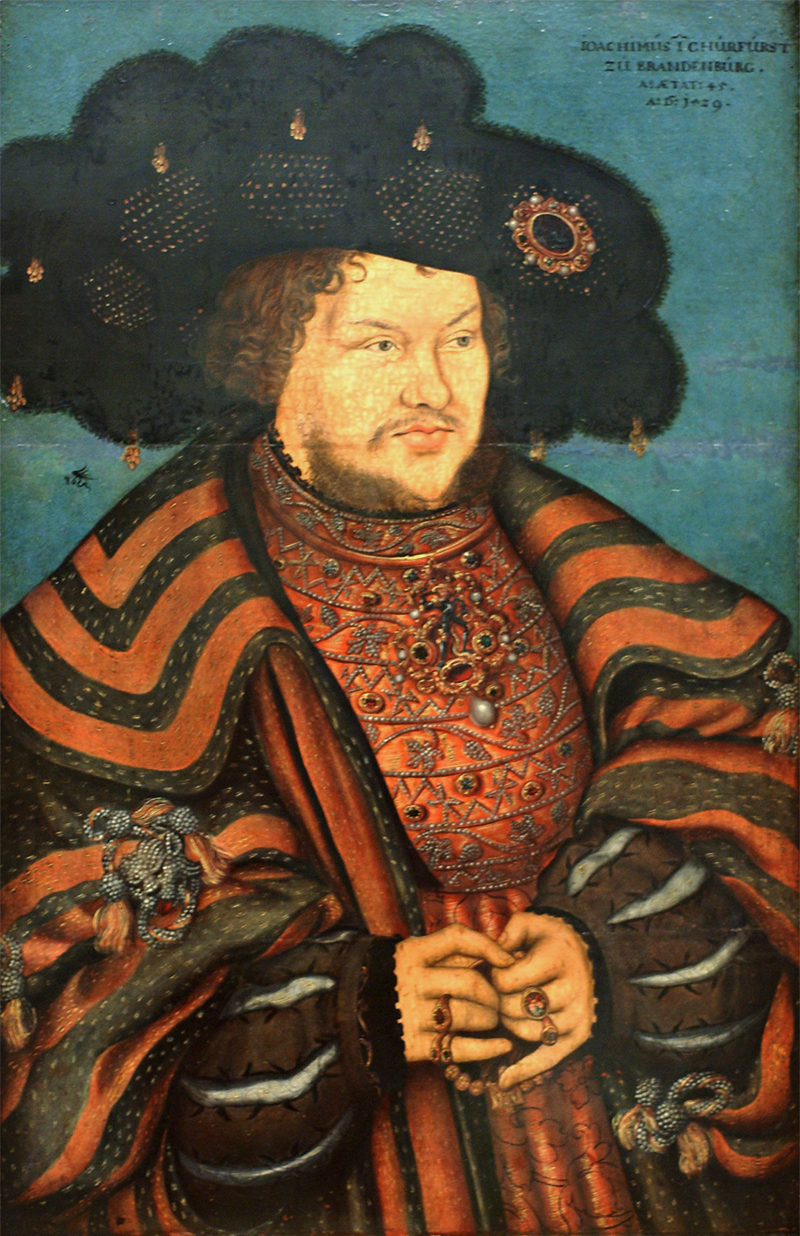
Joachim I., Kurfürst von Brandenburg

Da Fürstenwalde anders als die bischöflichen Besitzungen Storkow und Beeskow nicht der böhmischen Lehenshoheit unterstand, sondern 1354 von Brandenburg an das Bistum Lebus gekommen war, suchte der Bischof Schutz beim brandenburgischen Kurfürsten Joachim I. Wiederum stellte sich aber der böhmische König (nunmehr Ferdinand I.) gegen einen Angriff auf seinen Vertreter und behielt sich eigene Maßnahmen vor. Zunächst forderten alle drei Landesherren jedoch Aufklärung. Nickel von Minckwitz ordnete den Vorfall als einen beim Adel nach altem Brauch üblichen „Reiterdienst“, um einem armen „Zugewandten“ zum Recht zu verhelfen. Er sei bereit, sich zu stellen und zu verantworten. Die Plünderungen seien entgegen seinen Befehlen geschehen, er selbst habe vielmehr Schadensbegrenzung betrieben und bemühe sich bereits um Schadenersatz. Dem drohenden Angriff auf Sonnewalde wich er vorausschauend aus und reiste nach Lübeck und später nach Mecklenburg ab.
Der König Ferdinand befahl Nickel, ihm das Schloss Sonnewalde zu übergeben und sich in Prag zu stellen. Kurfürst Joachim verklagte Nickel und einige seiner adligen Unterstützer beim Reichskammergericht und bemühte sich die Reichsacht zu erklären. Herzog Georg gelang es schließlich, Nickel am 11. Oktober 1529 in Leipzig über den Leipziger Rat aufzufordern, sich in Dresden zu stellen, was dieser auch tat. Man brachte ihn nach Pirna in Haft und legte ihm u. a. die noch immer lutherische Religionsausübung in Sonnewalde zur Last. Nickel verfasste eine schriftliche Rechtfertigung und bat den Herzog um Verzeihung, worauf er schließlich mit der Auflage entlassen wurde die Herrschaft Sonnewalde wieder zu übernehmen und bis auf weiteres erreichbar zu bleiben. Die Forderungen und Einwände der brandenburgischen und böhmischen Seite wurden vom Herzog mit dem Hinweis auf den ohnehin laufenden Prozess vor dem Reichskammergericht abgewiesen.

### 1530 bis 1549
Anfang 1530 war Nicolaus von Minckwitz wieder frei, allerdings mit Einschränkungen, da das Reichskammergericht ihn vorgeladen hatte und am 24. Oktober die Reichsacht gegen ihn erklärte. Daraufhin trat der versierte Jurist und Diplomat wieder in den Dienst des ungarischen Königs Johann Zápolya. In den folgenden Jahren reiste er als dessen geheimer Unterhändler in dem komplizierten Konflikt zwischen Ungarn, Böhmen, den übrigen Reichsfürsten und den Osmanen kreuz und quer durch das Reich bis nach Frankreich und Dänemark, teils auch mit kaiserlichem Geleit. Als Anerkennung verlieh ihm König Johann Zápolya Landgüter in Ungarn.
Währenddessen forderte Herzog Georg noch immer, dass Nickel sich ihm stelle, und schikanierte ersatzweise dessen Bürgen mit wiederholten Vorladungen sowie Einschränkungen ihrer Bewegungsfreiheit. Dass sich der erzkatholische Kurfürst Joachim I. und der inzwischen nach Ratzeburg versetzte Bischof von Lebus mit ihren Forderungen ebenfalls an die Bürgen hielten, ließ der Herzog allerdings nicht zu.

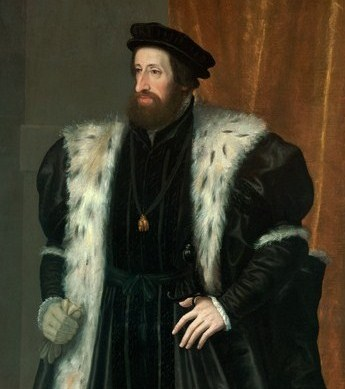
Ferdinand I., seit 1526 König von Böhmen

Als sich die Stimmung der Reichsfürsten 1534 merklich gegen Johann Zápolya wendete, bot auch Nicolaus von Minckwitz seine Dienste dem König Ferdinand an und wurde in Gnaden wieder aufgenommen. Anschließend gelang es ihm schnell, sich mit seinen übrigen Kontrahenten wegen des Überfalls auf Fürstenwalde auszusöhnen. Er schwor dem Herzog Urfehde, bat dem brandenburgischen Kurfürsten sowie den brandenburgischen Ständen demütig Abbitte. Zur Sühne mussten Nickels Freunde sich verpflichten, dem Kurfürsten auf Verlangen mit 200 Pferden auf eigene Kosten vier Monate zu dienen, selbst über Nickels Tod hinaus. Zudem verzichtete Nickel auf zwei Dörfer, die der Bischof inzwischen an sich gebracht hatte. Auch der Herzog verlangte ein festgelegtes Kontingent an „Reiterdiensten“ und behielt die Herrschaft Sonnewalde, sie wurde später an den Grafen von Solms vergeben. (, siehe)
Anfang 1535 erhielt Nickel von König Ferdinand die Erlaubnis, Truppen anzuwerben, um seine von Zápolya eingezogenen Güter in Ungarn zurückzuerobern. Dieses Unternehmen schlug fehl und Nickel geriet in Gefangenschaft, kam aber durch Vermittlung des in Polen einflussreichen Herzog Albrecht von Preußen ohne Zápolyas Wissen wieder frei.

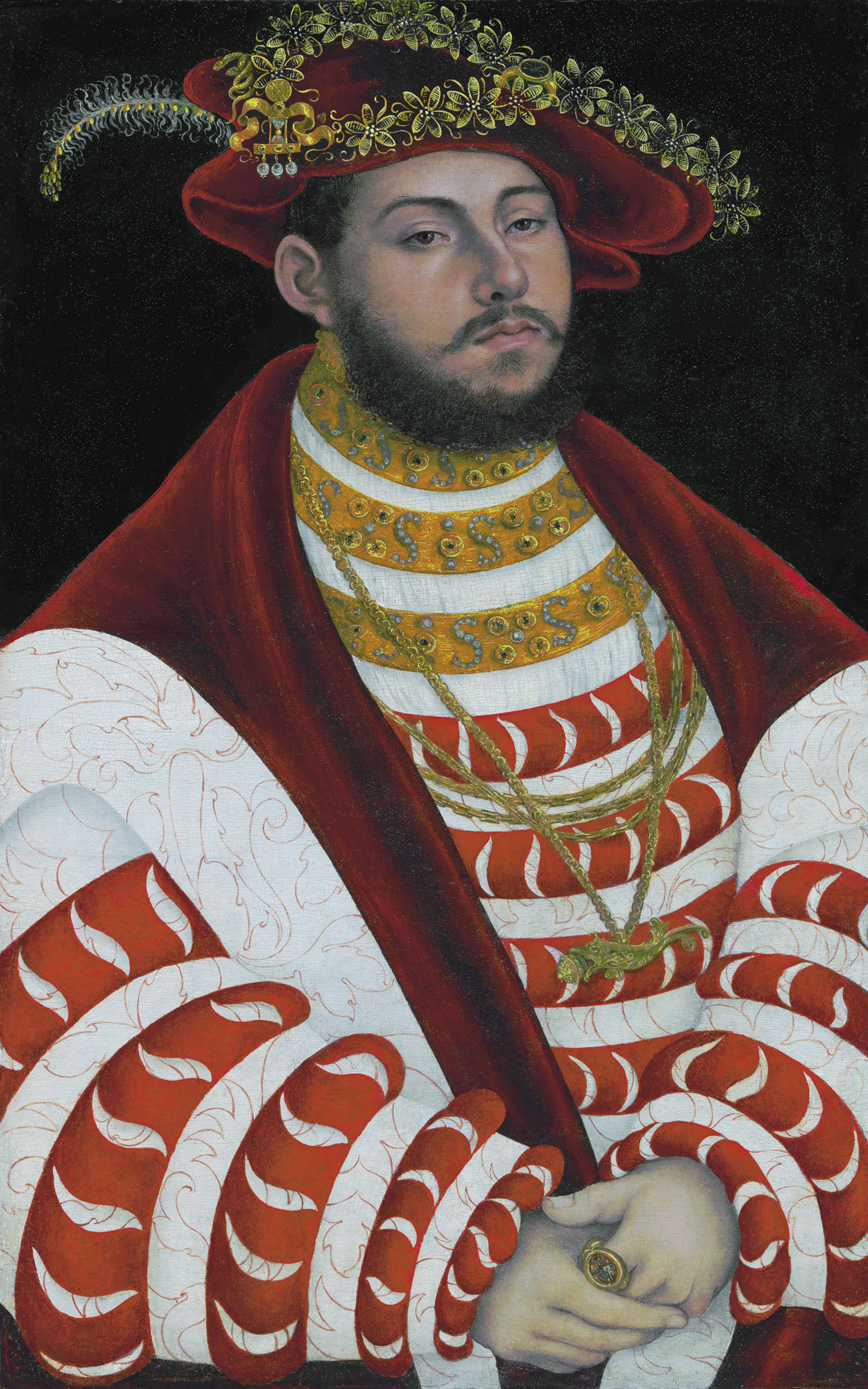
Johann Friedrich I., Kurfürst von Sachsen

Ende 1535 trat Nickel von Minckwitz als Amtmann von Weyda in die Dienste des sächsischen Kurfürsten Johann Friedrich I. In den folgenden Jahren war er u. a. mit der Sequestration von Kirchengütern befasst. 1539 eröffnete er ein Kupferbergwerk, das nach seinem Tod jedoch verlassen vorgefunden wurde. 1541 besetzte er widerrechtlich das zur Niederlausitz gehörige Kloster Dobrilugk und lieferte damit dem Kurfürsten einen Vorwand, es zu „befreien“ und seinerseits zu besetzen. 1543 führte er dem böhmischen König einige hundert Reiter zum Kampf gegen die Türken zu, es gab aber Uneinigkeit wegen der Bezahlung, worauf Nickel drohte, die vermeintlichen Außenstände mit Gewalt in der Münzstätte Sankt Joachimsthal einzutreiben. Im Gegenzug legten die böhmischen Stände Beschlag auf die Nickels Ehefrau gehörenden Anteile am Bergwerk St. Joachimsthal. Der folgende Rechtsstreit zog sich bis 1546 hin. Während des Schmalkaldischen Krieges 1546/47 verhandelte Nickel mit den böhmischen Ständen und zog sich die Feindschaft des neuen Herzogs Moritz zu.
Einer Korrespondenz der Gebrüder Minckwitz ist zu entnehmen, dass Nicolaus von Minckwitz wahrscheinlich im August 1549 starb.